# Статут о конституционных гарантиях (Чили)
«Статут о конституционных гарантиях» (исп. «Estatuto de Garantías Constitucionales»), также «Статут о демократических гарантиях» (исп. «Estatuto de Garantías Democráticas») и «Пакт о демократических гарантиях» (исп. «Pacto de garantías democráticas») — нормативно-правовой акт, принятый в октябре 1970 года в результате инициированной руководством Христианско-демократической партии Чили (ХДП) реформы Конституции 1925 года после победы на первом этапе президентских выборов кандидата от левой коалиции «Народное единство», социалиста Сальвадора Альенде. Принятие Альенде этого документа являлось необходимым условием для получения им поддержки фракции ХДП на голосовании в Национальном Конгрессе, без которой он не смог бы получить президентский мандат.
«Статут» значительно ограничивал полномочия Президента, делая невозможным проведение значительной части реформ, предусмотренных правительственной программой «Народного единства». Его условия включали в себя: обязательство не препятствовать деятельности оппозиционных партий, недопустимость введения цензуры и ограничения свободы слова, невмешательство правительства в образовательную систему страны (представленную, преимущественно, частными школами и находящейся под значительным влиянием Католической Церкви) и сохранение автономного статуса университетов, сохранение существующей системы назначения командования Вооружённых сил и Корпуса карабинёров (согласно выслуге лет, а не по политическому признаку), отказ от реформирования избирательной системы, запрет на формирование не предусмотренных Конституцией органов власти (таких, как Советы) и парамилитарных военнизированных формирований.
В сфере экономики документ закреплял приоритетную роль частной собственности и запрещал её национализацию за исключением случаев, установленных законодательством, определялась свобода профсоюзной деятельности (что было направлено против контролируемого левыми партиями Единого профсоюзного центра трудящихся и давало преимущество гремиалистским организациям, контролируемым правыми партиями).
Также «Статутом» предусматривались запрет на какие-либо изменения в структуре министерств национальной обороны и внутренних дел без согласования с их генералитетом, а также требование, что эти два министерства не могут возглавляться представителями марксистских партий (СПЧ и КПЧ). Однако эти пункты были отвергнуты Альенде, получившего поддержку военного командования, и ХДП их сняла.
Принятие «Статута» вынудило новое правительство опираться на уже существующую законодательную базу и проводить преобразования в её рамках, что вызвало всё более нарастающее недовольство крайне левых, в первую очередь — Левого революционного движения (МИР) и Организованного авангарда народа (VOP) — которые (формально поддерживая правительство) явочным порядком пытались реализовать свою политическую программу. Убийство боевиками VOP бывшего министра внутренних дел страны, христианского демократа Эдмундо Суховича, привело к поражению в ХДП её левого крыла, выступавшего за сотрудничество с «Народным единством» (Бернардо Лейтон, Радомиро Томич), и началу сближения между ХДП и правой Национальной партией, впоследствии сформировавших «Конфедерацию за демократию» и поддержавших организованный военной хунтой во главе с генералами Аугусто Пиночетом, Густаво Ли, Сесаром Мендоса и адмиралом Хосе Мерино военный переворот.

## Положения
«Статут» изменял положения 24 статей Конституции 1925 года:
- Ограничивались основания лишения гражданства и активного избирательного права;
- Обеспечивалось свободное осуществление политических прав, закреплялась демократическая и республиканская основа политической системы Чили;
- Гарантировалась идеологическая свобода[англ.] и право на свободное членство в политических партиях, также подтверждался их автономный статус;
- В отношении политических партий предусматривались свобода их создания и деятельности, в том числе выдвижение избирательных списков, ведение агитации и проведение мероприятий;
- Защищались плюрализм мнений в СМИ и право политических партий выражать с их помощью свою позицию;
- Укреплялось равенство перед законом;
- Уважалась свобода слова, распространение политических идей впредь не считалось её злоупотреблением;
- Вводилось право отдельных лиц и организаций излагать свою версию событий в ситуации, если они каким-либо образом упоминаются в них;
- Свобода печати, радио и телевидения (в случае последнего — с контролирующей ролью государства), решение о закрытии какого-либо СМИ может быть принято только при согласии на то большинства в обеих палатах Национального Конгресса;
- Свобода импорта, распространения, передачи и сбыта книг, журналов, новостей и печатных изданий, её ограничение дозволяется только в случае нарушения общественной морали или обычаев;
- Свобода собраний (мирных) без предварительного уведомления и получения разрешения;
- Национальная система образования получает статус демократической, плюралистической и беспартийной, её реформирование без широкой общественной дискуссии запрещается;
- Для контроля за беспартийным статусом образовательной системы создаётся Управление образования;
- Устанавливается свобода школ в выборе учебников, производство учебных и  учебно-методических материалов должно осуществляться на публичной и плюралистической основе;
- Закрепляются автономия университетов и свобода их кафедр, гарантируется государственное финансирование высших учебных заведений;
- Запрещается идеологическая дискриминация при поступление на учёбу и работу в ВУЗ;
- В высших учебных заведениях разрешаются публичные открытые дебаты, студентам гарантируется право на свободу самовыражения и выбора преподавателей;
- Обеспечивается тайна переписки, телеграфной и телефонной связи;
- Гарантируются свобода труда, предпринимательства, а также автономный статус и свобода профсоюзов;
- Свобода передвижения не может быть ограничена без законного обоснования;
- Доступ к экономическим, социальным и культурным правам обеспечивается без какой-либо дискриминации;
- Обеспечивается свобода социальной, культурной, гражданской, политической и экономической жизни на основе всеобщего равенства;
- «Статут», в соответствии с принципом децентрализации государственного управления, гарантирует автономию муниципальным советам, материнским центрам, профсоюзам и кооперативам, вместе с тем требую соблюдения в них выборных процедур и запрещая присвоение власти;
- Вооружённые силы Чили и Корпус карабинёров[исп.] получают статус единственных институций, представляющих силовые структуры, закрепляется их профессиональный статус, иерархия и право на собственную систему учебных заведений.

## Противодействие документу и его фактическая отмена
Принятие «Статута о конституционных гарантиях» позволило достичь консенсуса между ХДП и «Народным единством», благодаря которому Альенде получил поддержку христианских демократов на голосовании в Конгрессе и был утверждён Президентом. Вместе с тем, документ подвергся резкой критике леворадикалов (как в самом «Народном единстве» — прежде всего, со стороны главы СПЧ Карлоса Альтамирано и одного из лидеров МАПУ Оскара Гарретона, — так и вовне), считавших его слишком значительной уступкой правым. В интервью Режи Дебре Альенде был вынужден признать, что подписание «Статута» являлось «тактической необходимостью», но подчеркнул, что все указанные в нём свободы соблюдаются.
Правительство Народного единства начало серию широкомасштабных преобразований в духе демократического социализма и кейнсианства, получивших название «Чилийский путь к социализму» (исп. «La vía chilena al socialismo»). Они включали в себя национализацию медной промышленности, аграрную реформу, попытку ввода всеобщего бесплатного среднего образования и иные изменения, которые (согласно плану их авторов) должны были мирным путём преобразовать Чили в социалистическое государство. Реформы проводились без опоры на конкретную теоретическую базу (по мнению руководителя КПЧ Луиса Корвалана, в спешке с обобщением опыта чилийских событий «имеется определённая опасность» и главное — «двигать вперёд» этот процесс), что вызывало рост противодействия им со стороны ультралевых, в то время как ультраправые не прекращали попыток добиться свержения президента-марксиста путём организации террора против его сторонников (в частности, 3 декабря 1971 года, во время визита в Чили кубинского лидера Фиделя Кастро, боевики террористических организаций Родина и свобода (ПИЛ) и «Командо Роландо Матус» (исп. «Comando Rolando Matus») устроили серию атак в Сантьяго и Вальпараисо).
Первое время ХДП занимала в целом благожелательную позицию по отношению к проводимым правительством Альенде реформам, поддерживая «Народное единство» в тех вопросах, по которым их позиции были близки (в частности, ХДП одобрила национализацию медной промышленности), и не подвергая его резкой критике. Левое крыло христианских демократов, возглавляемое сооснователями партии Бернардо Лейтоном и Радомиро Томичем, считало необходимым сохранение роли ХДП как политического центра чилийской политики, препятствующего поляризации общества. Демохристиане полагали, что деятельность «Народного единства» приведёт к росту популярности более умеренной политической программы и победе на следующих президентских выборах представителя ХДП.
Ситуация резко изменилась в июне 1971 года, когда боевиками леворадикальной группировки Организованный авангард народа (VOP) в отместку за расстрел демонстрации в Пуэрто-Монтте в 1969 году был убит экс-министр внутренних дел Чили в правительстве Фрея Эдмундо Сухович. Хотя все политические партии Чили (включая даже МИР) осудили этот теракт, правое крыло ХДП обвинило в нём едва ли не лично президента и активно использовало это событие для критики сторонников соглашения с правительством. На дополнительных выборах в Вальпараисо левое крыло ХДП потерпело поражение и приняло решение выйти из партии, создав вошедшую в «Народное единство» Партию христианских левых. Таким образом, ХДП полностью оказалась под влиянием правой группы Фрея и Эйлвина, сформировавшей альянс с радикально правой Национальной партией.
В дальнейшем ХДП заняла непримиримо-оппозиционные позиции, периодически возобновляя переговоры с Альенде (так, в июне 1972 года им удалось согласовать законодательную программу-минимум) и в конце 1971 года сообща с Национальной партией перешла к стратегии уличного протеста. Один из лидеров партии Ренан Фуэнтеальба признавал: «Наша собственная база давит на нас, требуя от нас всё большей агрессивности». С начала 1973 года оппозиционное большинство Конгресса отвергало все вносимые правительством инициативы, а контролируемый ХДП Верховный суд освобождал задержанных во время уличных акций оппозиции экстремистов и оспаривал конституционность правительственных актов и распоряжений. Нарушением конституционного статута оппозиция объявляла, в частности, создание президентской охранной структуры GAP.
В мае 1972 года, в связи с ростом разногласий между партиями «Народного единства», Альенде созвал совещание их руководителей, которое состоялось в пригороде Сантьяго Ло Курро. Руководство СПЧ внесло предложение о проведении национального референдума по трём вопросам: национализация предприятий, чей капитал на 31 декабря 1971 года превышал 14 млн эскудо, экспроприация имений размером более 40 га, установление рабочего контроля над производством в форме Советов. Руководство КПЧ резко раскритиковало предложение социалистов, настаивая на необходимости закрепления уже достигнутых результатов «чилийского пути к социализму» в рамках Конституции и «Статута». Их поддержали руководители Радикальной партии и АПИ, а также сам Альенде. Партия христианских левых встала на сторону СПЧ, а МАПУ заняло промежуточную позицию. Хотя тезис о консолидации был поддержан всеми партиями коалиции, его осуществление было невозможно без изменения обструкционистской позиции ХДП. Президент вновь обратился к руководству Христианско-демократической партии, предложив встретиться в своей резиденции для переговоров.
Формально согласившись, Фрей и Эйлвин не были заинтересованы в достижении консенсуса. В ходе двухнедельных переговоров обсуждались вопросы расширения государственного сектора экономики, самоуправления на предприятиях, национализации банковского сектора, однако ХДП отвергла все предложения и предложила перенести дебаты в Конгресс (где в них оказалась бы втянута Национальная партия, что сводило на нет их смысл). Провал переговоров усилил позиции «революционного полюса» в «Народном единстве», отвергавшего любое соглашение с правоцентристами и выступавшими за переход к диктатуре пролетариата. С лета 1972 года тенденция к поляризации чилийского
общества стала необратимой.
Оппозиция сделала ставку на парламентские выборы 1973 года, для чего ХДП, Национальная партия и вышедшая из «Народного единства» Партия левых радикалов (правоцентристский откол от Радикальной партии, на XXXV съезде принявшей марксистскую идеологию) сформировали «Конфедерацию за демократию» с целью получения конституционного большинства в 2/3 мест в Конгрессе, что позволило бы объявить Альенде импичмент. Однако результаты выборов сохранили существовавший расклад сил почти в неизменности — хотя «Народное единство» увеличило своё представительство на 2 сенатора и 6 депутатов, «Конфедерация за демократию» сохранила простое большинство в обеих палатах парламента. После этого оппозиция окончательно перешла к силовому нажиму на правительство. 26 апреля 1973 года банды ПИЛ и «Роналдо Матус» совершили серию атак по всей территории страны, на следующий день из штаб-квартиры ХДП была обстреляна демонстрация сторонников Альенде, а в Вальпараисо и Консепсьоне прошли массовые столкновения. 4 мая боевики ПИЛ вновь вышли на улицы Сантьяго, но ошибочно атаковали своих же сторонников. 5 мая правительство ввело в столице и провинции Сантьяго чрезвычайное положение, однако задержанные военными правые экстремисты были отпущены контролируемыми ХДП судами.
Эти события вызвали брожение в ХДП — многие рядовые демохристиане были напуганы ростом политического экстремизма и склонялись к соглашению с правительством путём взаимных уступок. Однако на съезде партии в мае того же года группа Фрея одержала победу на выборах в её руководящие органы, а президентом ХДП стал Патрисио Эйлвин — противник соглашения с «Народным единством».
29 июня группа связанных с ПИЛ военных заговорщиков, возглавляемых подполковником Роберто Супером, подняла мятеж во 2-м бронетанковом полку и вывела 6 танков и 10 бронемашин в центр Сантьяго. Охранявшие президентский дворец «Ла-Монеда» карабинёры отказались сдаваться и оказали вооружённое сопротивление, которое позволило генералам Пратсу, Пиночету и Сепульведе мобилизовать лояльные правительству войска и подавить путч. Мятеж Супера, несмотря на свой провал, привёл к решению руководства ХДП поддержать зреющий в чилийской армии заговор, исходя из мысли о неизбежности военного переворота.
Альенде предпринял последнюю попытку, при посредничестве кардинала Рауля Сильвы Энрикеса, договориться с христианскими демократами и предложил ХДП войти в правительство. Руководство партии вновь согласилось на переговоры, однако Фрей выдвинул обязательным условием вхождения демохристиан в правительство — включение в его состав военных и передачу им контролирующих функций, включая права по своему усмотрению отстранять руководителей среднего звена. Де-факто это означало государственный переворот, но в рамках Конституции. 30 июля на переговорах в «Ла-Монеде» сторонам удалось достичь соглашения по части вопросов, но ультиматум Эйлвина о вхождении в правительство генералов Альенде отверг. 3 августа переговоры были прерваны и 22 августа Национальный Конгресс по инициативе ХДП принял т.н. «Соглашение палат», в котором призвал Вооружённые силы Чили вмешаться в политический процесс. Генерал Пратс посетил Фрея и попытался убедить его отказаться от планов по смещению Альенде, но идеолог ХДП считал, что армия должна разоружить рабочих и взять власть в свои руки. Утром 9 сентября на стадионе «Чили» состоялся митинг СПЧ, на котором её лидер Альтамирано выступил с подстрекательской речью, в которой обещал «смести правых безудержной силой объединённого народа, верных ему офицеров и солдат» и превратить Чили в «новый Вьетнам», если произойдёт попытка военного переворота.
7 сентября Альенде вызвал генералов, близких к Пратсу, (в том числе Пиночета) и сообщил о своём намерении обратиться к народу по радио «на будущей неделе» с предложением о проведении референдума о доверии Президенту. Речь Альтамирано заставила его конкретизировать дату — утро 11 сентября, — а также принять это решение без согласования с руководством своей партии. Сразу же как только стало известно о назначении референдума, Национальное руководство ХДП по инициативе Фрея поручило своей фракции в Конгрессе выдвинуть конституционное обвинение против всех министров кабинета Альенде.
В 6:20 11 сентября Альенде сообщили о начале военного путча в Вальпараисо, поднятого ВМС, и о движении войск к Сантьяго. В 11 часов ВВС подвергли бомбардировке дворец «Ла-Монеда», резиденцию Президента Чили на улице Томаса Мора и радиостанции партий «Народного единства», после чего начался штурм президентского дворца, в ходе которого Альенде погиб. Узурпировавшая власть хунта заговорщиков во главе с Пиночетом немедля начала ликвидацию демократических институтов и уничтожение оппозиции при полной поддержке ХДП, считавшей, что военные расчистят путь ей и через два-три года передадут полномочия гражданскому правительству. Фрей говорил: «Они [военные] нас обязательно позовут». Уже 13 сентября руководство ХДП опубликовало заявление, в котором призвало всех граждан Чили к «патриотическому сотрудничеству с новым правительством».